# ヤングアニマルあいらんど
『ヤングアニマルあいらんど』（ヤングアニマルあいらんど）は、かつて白泉社が発行していた日本の不定期刊行の青年漫画雑誌。2004年に『ヤングアニマル』の増刊号として創刊。2014年のリニューアルに伴い『ヤングアニマルイノセント』に改名したが、第2号以降は刊行されず事実上の休刊となった。

## 概要
『ヤングアニマル』本誌連載作品の読み切り番外編などを目玉に据えた作りで、毎号の表紙や付録にもそれが反映されている。no.8に至るまでは徐々に価格が上昇しており、以降は840円で固定化。不定期刊行につき、2008年までは1年に1〜2回しか発刊していなかったが、価格が統一され始めた2009年以降は刊行ペースが上がっており、2011年以降は、ほぼ季刊状態となっていた。
2010年4月、宮城県において第11号が青少年健全育成条例に基づく青少年に有害な図書類に指定された。

## 刊行号一覧

### あいらんど
| 号数  | 発売日         | 付録内容                                                                                                   | 税込価格 |
| ----- | -------------- | --- | -------- |
| no.1  | 2004年6月10日  | 『藍より青し』 13巻 特別限定版カバー                                                                       | 580円    |
| no.2  | 2004年12月24日 | 『藍より青し』 14巻 特別限定版カバー                                                                       | 680円    |
| no.3  | 2005年7月7日   | 『ゆびさきミルクティー』 ミニ画集                                                                          | 680円    |
| no.4  | 2005年12月23日 | 別冊特別付録 4コマあいらんど                                                                               | 680円    |
| no.5  | 2006年7月30日  | 別冊特別付録 4コマあいらんど                                                                               | 680円    |
| no.6  | 2007年11月11日 | 描き下ろし 『キミキス -various heroines-』 2巻 & 『海の御先』 1巻 単行本SEXY別カバー                       | 700円    |
| no.7  | 2008年10月12日 | 東雲太郎 描き下ろし 『キミキス -various heroines-』 4巻 単行本SEXY別カバー                                 | 700円    |
| no.8  | 2009年3月27日  | 東雲太郎 描き下ろし 『キミキス -various heroines-』 5巻 単行本SEXY別カバー 『ユリア100式』 ドラマCD        | 840円    |
| no.9  | 2009年8月21日  | 『キミキス -various heroines-』 CD-ROM画集                                                                 | 840円    |
| no.10 | 2009年12月9日  | フルカラー別冊付録 ローアングル探偵団                                                                      | 840円    |
| no.11 | 2010年3月29日  | 『海の御先』 FAN CD-ROM                                                                                    | 840円    |
| no.12 | 2010年6月29日  | 『アマガミ precious diary』 お宝CD-ROM 『アマガミ precious diary』 1巻 単行本SEXY別カバー                  | 840円    |
| no.13 | 2010年10月29日 | 『アマガミ precious diary』 お宝CD-ROM II 『アマガミSS』 描き下ろしアニメイラスト 単行本別カバー           | 840円    |
| no.14 | 2011年2月28日  | 『アマガミ precious diary』 お宝CD-ROM III 『海の御先』 9巻 単行本別カバー                                 | 840円    |
| no.15 | 2011年5月27日  | 『アマガミ precious diary』 お宝CD-ROM IV 『アマガミ precious diary』 3巻 単行本2WAY別カバー               | 840円    |
| no.16 | 2011年9月6日   | 「あいらんど」お宝CD-ROM 〜CGイラスト集「恋人」〜                                                          | 840円    |
| no.17 | 2011年12月28日 | 『アマガミ precious diary』 お宝CD-ROM V 『アマガミ precious diary』 4巻 単行本SEXY別カバー                | 840円    |
| no.18 | 2012年3月29日  | 『アマガミ precious diary』 お宝CD-ROM VI 『アマガミ』 漫画&アニメイラスト リバーシブルポスター            | 840円    |
| no.19 | 2012年6月29日  | 別冊付録『アマガミニ!』 リバーシブルポスター（カントク / なもり）                                          | 840円    |
| no.20 | 2012年9月28日  | 『フォトカノ』プレミアム・ステージCD リバーシブルポスター（カントク / 浜弓場双）                           | 840円    |
| no.21 | 2012年12月21日 | リバーシブルポスター（なもり / refeia）                                                                    | 840円    |
| no.22 | 2013年3月29日  | 『フォトカノ Your Eyes Only』 2巻 アニメイラスト単行本別カバー リバーシブルポスター（カントク / 珈琲貴族） | 840円    |
| no.23 | 2013年6月28日  | リバーシブルポスター（雨蘭 / Hisasi）                                                                      | 840円    |
| no.24 | 2013年9月27日  | フルカラーミニ画集「カントクあいらんどCOLLECTION」 カントク描き下ろし『your diary』 1巻 別カバー           | 840円    |

### イノセント
| 号数 | 発売日        | 付録内容                                  | 税込価格                                           |
| ---- | ------------- | ----------------------------------------- | -------------------------------------------------- |
| No.1 | 2014年3月19日 | リバーシブルポスター（なもり / 東雲太郎） | 860円 （〜2014年3月31日） 885円 （2014年4月1日〜） |

## 連載作品
- あねくらべ（東雲太郎）
- あねコミ（井上和郎）
- あぶない!図書委員長!（西川魯介）
- アマガミ precious diary（原作：エンターブレイン、漫画：東雲太郎） - 本誌での通常連載とは別の、読切短編による連載。本誌終了（2011年23号）後も継続掲載。
- 頂!（文月晃）
- いもかみさま（ひろやまひろし）
- 俺はナニを間違えた?（アサイ） - 『ヤングアニマルDensi』と同時連載。
- かみさまはなにもしない（三国ハヂメ）
- グラマラス（ナイロン）
- 恋検（中島零）
- 豪デレ美少女 凪原そら（水無月すう）　- 『ヤングアニマル嵐』にも短期集中連載。『イノセント』掲載話で「第一部 完」。

- コンチェルト（はっとりみつる）
- ステューディオ5（竹内桜）
- スノーホワイト 〜君に舞う雪〜（梅川和実）
- 全国高校!ゆるキャラ部（まいたけ） - 『ヤングアニマルDensi』と同時連載。
- たまたまオトメ 〜少年が少女になる時〜（原作：原田重光、漫画：瀬口たかひろ）
- だらだら閻魔 三途川さん（星屑七号）
- チアチア（光永康則）
- てっぱん!（筧秀隆）
- 天然格闘少女ちひろちゃん（森尾正博） - 後に『ヤングアニマル嵐』と同時連載。
- なぎさちゃんのカレシ（未影） - 『ヤングアニマル嵐』と同時連載。
- 捻じ曲げファクター（守月史貴）
- はるいちばん（萩尾ノブト）
- ハルとナツ（武田すん）
- フォトカノ Your Eyes Only（原作：エンターブレイン、漫画：ナイロン） - 本誌での通常連載とは別の、読切短編によるオムニバス連載。
- ぷりしら（萩尾ノブト）
- 変女 〜変な女子高生 甘栗千子〜（此ノ木よしる） - 『ヤングアニマル』へ移籍。
- 八木さんはほしガール（くみちょう）
- もと子先生の恋人（田中ユタカ）
- your diary（原作：CUBE、漫画：浜弓場双）
- ロボ山さんGo Fight!（まつもと剛志）
- 我輩ノ彼ハ馬鹿である（原作：土塚理弘、漫画：亜積沙紀） - 『ヤングアニマルDensi』と同時連載。